# Odznaka Honorowa im. Aleksandra Janowskiego „Za zasługi dla krajoznawstwa”
Odznaka Honorowa im. Aleksandra Janowskiego „Za zasługi dla krajoznawstwa” została
ustanowiona przez Polskie Towarzystwo Turystyczno-Krajoznawcze w związku z 110.
rocznicą założenia Polskiego Towarzystwa krajoznawczego w celu wyróżniania i
honorowania osób szczególnie zasłużonych dla krajoznawstwa.
Regulamin Odznaki Honorowej im. Aleksandra Janowskiego „Za zasługi dla krajoznawstwa”
został zatwierdzony przez Zarząd Główny PTTK Uchwałą nr 232/XVIII/2016 z dnia 15
listopada 2016 r.